# Islam in Estland
Die Geschichte des Islams in Estland ist von gegenseitiger Toleranz geprägt. Obwohl der Islam im Land älter ist als der estnische Nationalstaat, spielten Muslime zu keiner Zeit eine herausragende Rolle in der estnischen Geschichte.

## Geschichte
Die Esten hatten während des Mittelalters kaum Berührungspunkte mit Muslimen. Allerdings wurde das heutige Tallinn unter dem Namen Kolovan erstmals 1154 von dem muslimischen Weltreisenden und Geographen Muhammad Al-Idrisi (1110–1166) beschrieben. Ab dem 16. Jahrhundert, vor allem seit dem Beginn des Livländischen Kriegs (1558–83), kamen Estland und Livland sporadisch in Kontakt mit Soldaten muslimischen Glaubens, die auf russischer Seite kämpften und in die schwedische Armee überliefen. Diese Begegnungen bleiben meist folgenlos.
Estland kam erstmals im 18. Jahrhundert enger mit dem Islam als Glaubensrichtung in Berührung. Nach dem Großen Nordischen Krieg wurden Estland und Livland 1721 ein Teil Russlands. In den folgenden drei Jahrhunderten zogen einige wenige Muslime aus anderen Teilen des Zarenreiches, insbesondere Tataren, dauerhaft nach Estland. Sie waren vor allem als Kaufleute oder Soldaten tätig.

## Organisierter Islam
1860 organisierte sich die kleine tatarische Bevölkerungsgruppe, die ihren Schwerpunkt in der Stadt Narva hatte. In der Folge wurden muslimische Friedhöfe in Narva, Rakvere und Tallinn eröffnet. Zu Ende des 19. und Anfang des 20. Jahrhunderts war die tatarische Gemeinde in Estland relativ stark angewachsen. Religiöse Feste wurden meist in öffentlichen Räumlichkeiten abgehalten, etwa im Spritzenhaus der Freiwilligen Feuerwehr Tallinns.
Am Ende des Ersten Weltkriegs und mit der Erlangung der Unabhängigkeit Estlands von Russland sank die Zahl der Tataren von 2000 auf einige hundert. Die „Mohammedanische Gemeinde Narvas“ (Narva Muhamedi Kogudus) wurde 1928 als erste islamische Gemeinde in Estland offiziell anerkannt, die „Mohammedanische Glaubensgemeinschaft Tallinns“ (Tallinna Muhamedi Usuühing) 1939. Der estnische Staat garantierte in der Zwischenkriegszeit die Religionsfreiheit und Minderheitenrechte. In Narva konnte ein Haus mit Spendengeldern zu einer Moschee umgewidmet werden, das allerdings 1944, während des Zweiten Weltkriegs, zerstört wurde.
Mit der Besetzung Estlands durch die Sowjetunion kamen wieder größere Bevölkerungsgruppen von Muslimen ins Land. Vor allem sunnitische Tataren aus dem Wolga-Gebiet ließen sich in Estland nieder, aber auch schiitische Aserbaidschaner, Kasachen und Usbeken siedelten nach Estland um. Das atheistisch geprägte sowjetische System erschwerte allerdings die Ausübung der islamischen Religion. 1940 wurden die beiden muslimischen Vereinigungen von den sowjetischen Besatzungsbehörden verboten. Die religiöse Arbeit ging fortan weitgehend im Verborgenen weiter.
Erst 1988, kurz vor der Wiedererlangung der estnischen Unabhängigkeit, wurde die „Tatarische Kulturgesellschaft“ (Tartari kultuuri selts) ins Leben gerufen und ein Jahr später die islamische Gemeinde unter dem Namen „Islamische Gemeinde Estlands“ (Eesti Islami Koguduse) wiedergegründet. Seit 1995 existiert eine zweite islamische Gemeinde unter dem Namen „Gemeinde der Mohammedanischen Sunniten Estlands“ (Eesti Muhameedlaste Sunniitide Kogudus), der aber nur eine kleine Anzahl Personen angehören.
Beiden islamischen Gemeinden gehören nach eigenen Angaben insgesamt 1.400 Personen an (Stand: 1. Januar 2000), die fast ausschließlich in Tallinn oder Narva wohnen. Die Islamische Gemeinde Estlands vereinigt Schiiten, die die Mehrheit bilden, und Sunniten. Die Unterschiede zwischen beiden Glaubensrichtungen spielen in der Praxis in Estland nur eine sehr untergeordnete Rolle. Vorsitzender der Islamischen Gemeinde Estlands ist seit 1994 Timur Seifullen. Imam der Gemeinde ist Ildar Muhamedshin. Derzeit gibt es in Estland keine Moschee. 2001 scheiterte der Plan eines Moscheebaus in Tallinn an finanziellen Schwierigkeiten.

## Zahlenangaben
Bei der letzten estnischen Volkszählung im Jahr 2000 bezeichneten sich 1.387 Personen als Muslime. Dennoch gibt es (trotz eines Rückgangs in den letzten 20 Jahren) schon allein über 2.500 Tataren in Estland (von einst über 4.000 im Jahr 1989), hinzu kommen etwa 900 Aserbaidschaner und mindestens 400 weitere ethnische Muslime aus anderen ehemaligen Teilrepubliken der UdSSR. Umstrittene muslimische Schätzungen gehen daher von 10.000 bis 20.000 Muslimen in Estland aus.
Die Beziehungen zur estnischen Bevölkerung sind von Toleranz und gegenseitigem Respekt in einem weitgehend säkularisierten Umfeld geprägt. Der Islam ist in Estland dennoch ein relativ fremdes Kulturphänomen geblieben.